# Proteinkinase
I biokemien betegner proteinkinase en stor gruppe enzymer der har mange vigtige funktioner i cellen. Enzymerne har til fælles at de udfører en fosforylering af et protein, dvs overførsel af en fosfatgruppe fra en energirig forbindelse som ATP eller GTP til et protein, f.eks. et andet enzym, ofte en anden proteinkinase. Fosforyleringen medfører en ændring af proteinets aktivitet.
Menneskets genom koder for omkring 500 proteinkinaser svarende til 2% af genomet og genprodukterne indgår i signaltransduktion, celledeling, celleudvikling og cellefunktion, inkl. celledød apoptose. Sågar hukommelsen styres tilsyneladende ved hjælp af proteinkinaser, jf. PKMzeta (proteinkinase M zeta)
Det skønnes at ca 30% af alle menneskets proteiner får modificeret deres aktivitet af proteinkinaser.
Proteinkinasernes aktiviteter er eksempler på at en postsyntetisk modifikation af et protein kan ændre proteinets aktivitet.

## Signaltransduktion
Proteinkinaserne indgår primært i signaltransduktionen, der er overførslen af ydre påvirkninger af cellen som f.eks. en hormonpåvirkning til et cellulært respons der typisk involverer receptorer i cellemembranen og sekundære messengers der fosforylerer proteinkinaser.
Signaltransduktionen er ofte en kaskade af fosforyleringsreaktioner der involverer flere proteinkinaser. Et eksempel på en kaskade af proteinkinaser er MAPK-kaskaden, hvor MAP står for mitogen-aktiveret protein og K står for kinase: MAPKKKK fosforylerer MAPKKK der fosforylerer MAPKK der fosforylerer MAPK der er involveret i reguleringen af meiose, mitose og differentiering, se illustration af MAPK-kaskaden her.
Resultatet af fosforylerings kaskaderne kan være forhøjet enzymaktivitet, forhøjet genekspression eller forhøjet aktivitet af ion-kanaler.

## Receptor-tyrosinkinase
Vækstfaktorerne insulin, IGF1 (insulin-like growth factor), PDGF (platelet-derived growth factor), EGF (epidermal growth factor) og SCF (stem cell factor) starter alle signaltransduktionen med hver sin receptor der har en indbygget proteinkinase-funktion. Det første trin i fosforyleringskaskaderne er en transfosforylering af aminosyren tyrosin på to receptormolekyler. Denne reaktion sker på indersiden af cellemembranen og starter en kaskade af reaktioner der fører til de kendte cellulære responser: regulering af metabolismen, celledifferentiationen, celledelingen og morfogenesen.
Der kendes mere end 50 receptor-tyrosinkinaser i pattedyr.

## Menneskets proteinkinaser
Menneskets proteinkinaser kan inddeles i flere forskellige grupper
- AGC med proteinkinaserne PKA, PKC og PKG.
- CaM med proteinkinaserne calcium/calmodulin-dependent proteinkinaser
- CK1 med proteinkinasen caseinkinase, gruppe 1
- CMGC med proteinkinaserne CDK, MAPK, GSK3 og CLK
- STE dvs. de homologe enzymer af gærenzymerne Sterile 7, Sterile 11, og Sterile 20-kinaserne
- TK med tyrosinekinaserne RTK
- TKL med tyrosinekinase-lignende enzymer

## Eksterne links og henvisninger
1. ↑  A New Molecule for Memory: It can Enhance, or Erase. Livescience
2. ↑  "New findings from SUNY Downstate resolve controversy over PKMzeta in maintaining memory. EurekAlert". Arkiveret fra originalen 25. august 2016. Hentet 2. september 2016.
3. ↑  Illustration af MAPK-kaskaden

- Fosforylering. Den store danske